# 小行星21662
小行星21662（21662 Benigni）是一颗绕太阳运转的小行星，为主小行星带小行星。该小行星于1999年9月1日发现。

## 轨道参数
小行星21662的轨道半长轴为2.5448344 UA，离心率为0.168。